# Cademario
Cademario é uma comuna da Suíça, no Cantão Tessino, com cerca de 687 habitantes. Estende-se por uma área de 3,96 km², de densidade populacional de 173 hab/km². Confina com as seguintes comunas: Alto Malcantone, Aranno, Bioggio, Iseo.
A língua oficial nesta comuna é o Italiano.